# Хан, Ахсан
Ахсан Мухаммад Хан (англ. Ahsan Muhammad Khan; 7 апреля 1916 — неизвестно) — индийский хоккеист на траве, полузащитник. Олимпийский чемпион 1936 года.

## Биография
Ахсан Хан родился 7 апреля 1916 года.
Играл в хоккей на траве за Бхопал.
В 1936 году вошёл в состав сборной Индии по хоккею на траве на летних Олимпийских играх в Берлине и завоевал золотую медаль. Играл на позиции полузащитника, провёл 1 матч, мячей не забивал.
О дальнейшей жизни данных нет.